# Julio García Espinosa
Pour les articles homonymes, voir Julio García (homonymie) et García.
Julio García Espinosa, né le 5 septembre 1926 à La Havane et mort le 13 avril 2016 dans la même ville, est un scénariste et réalisateur cubain.

## Biographie
Julio García Espinosa a été formé au Centro Sperimentale di Cinematografia de Rome. En 1955, sous la dictature de Fulgencio Batista, il réalise en collaboration avec Tomás Gutiérrez Alea un documentaire social, El Mégano (Le Charbonnier) qui sera censuré. Communiste, García Espinosa deviendra, sous les gouvernements de Fidel Castro, une des grandes personnalités du cinéma cubain. Il participe ainsi à la fondation de l'Institut Cubain de l'Art et de l'Industrie Cinématographiques (ICAIC) qu'il présidera entre 1982 et 1992. Il a été également vice-ministre de la Culture. Ses picaresques Aventures de Juan Quin Quín (1967) furent un des plus notables succès populaires du cinéma cubain. García Espinosa est l'auteur d'un texte célèbre, Por un cine Imperfecto, manifeste théorique de l'ICAIC, publié en décembre 1969 dans la revue Cine Cubano.

## Un texte de Julio García Espinosa:Pour un cinéma Imparfait
Fin 1969, dans le contexte de reconnaissance internationale du cinéma cubain, mais aussi des débats contradictoires qui agitent l'ICAIC (Institut cubain d'art et d'industrie cinématographique), García Espinosa publie dans Cine Cubano un texte célèbre, devenu, par la suite, l'étendard théorique des réalisateurs locaux.
Après avoir énoncé de façon abrupte : « Aujourd'hui un cinéma parfait - abouti sur le plan technique et artistique - est presque toujours un cinéma réactionnaire », García Espinosa s'interroge sur le sens de la reconnaissance par l'Europe du nouveau cinéma latino-américain. Il note, ensuite, l'origine de classe des réalisateurs et envisage un avenir où la pratique artistique deviendrait accessible à tous, permettant d'en finir avec l'élitisme.
Il oppose, cependant, art populaire et art de masse, ce dernier s'adressant à un public populaire dépourvu de goût, tandis que le premier, réalisé par la partie la moins cultivée de la société exprimerait, néanmoins, une authentique créativité. Enfin, désireux de dépasser les clivages traditionnels entre culture scientifique et culture artistique, entre art populaire et art savant, García Espinosa critique la notion d' art pur et propose une autre poétique. Il écrit notamment : « Une nouvelle poétique pour le cinéma sera, avant tout et surtout, une poétique Intéressée, [...] un cinéma conscient et résolument Intéressé, c'est-à-dire, un cinéma Imparfait. Un art désintéressé, avec une pleine activité esthétique, ne pourra être fait que lorsque le peuple fera l'art. [...] Le cinéma Imparfait trouve un nouveau destinataire dans ceux qui luttent. Et, c'est dans leurs problèmes qu'il trouve sa thématique. [...] Le cinéma Imparfait n'a donc pas à lutter pour se créer un "public". Au contraire, on peut dire que, en ce moment, il existe plus de "public" pour un cinéma de cette nature que de cinéastes pour un tel "public". [...] Le cinéma Imparfait ne peut pas oublier que son principal objectif est de disparaître en tant que nouvelle poétique. Le futur appartient au folklore. [...] mais alors sera-t-il nécessaire de le nommer ainsi, puisque rien ni personne ne pourra paralyser l'esprit créateur du peuple ? L'art ne va pas disparaître dans le néant, il va disparaître dans le tout. »
Il meurt le 13 avril 2016 à La Havane.

## Filmographie

### Réalisateur
- 1960 : Cuba baila (Cuba danse) (coréalisé avec Cesare Zavattini)
- 1961 : El joven rebelde (Le Jeune Rebelle) (coréalisé avec C. Zavattini)
- 1967 : Les Aventures de Juan Quin Quin (Las aventuras de Juan Quin Quín)
- 1970 : Tercer mundo, tercera guerra mundial (documentaire en coll. avec Miguel Torres)
- 1974 : De cierta manera (coréalisé avec Sarita Gómez et Tomás Gutiérrez Alea)
- 1977 : La sexta parte del mundo (documentaire)
- 1980 : Son… o no son
- 1989 : La inútil muerte de mi socio Manolo
- 1993 : El plano
- 1994 : Reina y Rey

### Scénariste
- 1974 : El otro Francisco de Sergio Giral